# Chorisquilla tuberculata
Chorisquilla tuberculata is een bidsprinkhaankreeftensoort uit de familie van de Protosquillidae. De wetenschappelijke naam van de soort is voor het eerst geldig gepubliceerd in 1907 door Borradaile.